# Stop-Loss
Stop-Loss är en amerikansk dramafilm från 2008 i regi av Kimberly Peirce. I huvudrollerna syns Ryan Phillippe och Channing Tatum.

## Handling
Brandon King har precis kommit hem till Texas från Irak när han ombeds återvända. Konflikter med före detta soldater uppstår och gamla vänskapsband sätts på prov.

## Rollista
| Ryan Phillippe       | – Brandon King           |
| Joseph Gordon-Levitt | – Tommy Burgess          |
| Rob Brown            | – Isaac 'Eyeball' Butler |
| Channing Tatum       | – Steve Shriver          |
| Abbie Cornish        | – Michelle               |
| Mamie Gummer         | – Jeanie                 |
| Victor Rasuk         | – Rico Rodriguez         |
| Quay Terry           | – Al 'Preacher' Colson   |
| Matthew Scott Wilcox | – Harvey                 |
| Connett Brewer       | – Curtis                 |
| Timothy Olyphant     | – Lt. Col. Boot Miller   |
| Josef Sommer         | – Senator Orton Worrell  |
| Linda Emond          | – Ida King               |
| Ciarán Hinds         | – Roy King               |
| Alex Frost           | – Shorty                 |